# Bert Allen
Walter Bertram „Bert“ Allen (* 3. Quartal 1883 in Brimfield; † 31. Dezember 1910 ebenda) war ein englischer Fußballspieler.

## Karriere
Allen spielte für eine Reihe von Klubs im Lokalfußball von Leominster, bevor er von Aston Villa entdeckt wurde, als deren drittes Team in Leominster ein Spiel hatte. Nach einem erfolgreichen Probetraining kam er zu Beginn der Saison 1905/06 zu Villa und besetzte im Reserveteam in der Birmingham & District League, die die Mannschaft als Meister abschloss, die Position des rechten Außenstürmers. 
Sein Aufstieg und Fall in Aston Villas Erstligamannschaft verlief äußerst schnell. Als der etatmäßige Rechtsaußen Billy Brawn Anfang November 1905 für die Ligapartie gegen den FC Middlesbrough ausfiel, nahm Allen dessen Platz ein und trug einen Treffer zu einem 4:1-Sieg bei. Von der Presse wurde ihm im Anschluss „reichlich Können“ und eine „herausragende Leistung“ bescheinigt. Nur eine Partie später, eine 0:2-Niederlage bei Preston North End, und die Einschätzung zu Allen hatte sich bei Presse und Verantwortlichen gedreht, zwar bildete er auch zwei Tage später bei einem 1:0-Auswärtssieg gegen den FC Stoke nochmals gemeinsam mit Billy Garraty die rechte Offensivseite, in der Folge setzten die Vereinsverantwortlichen aber lieber auf George Garratt auf der rechten Außenbahn.
Nach seinem Engagement bei Aston Villa soll Allen kurzzeitig bei Westbourne Celtic gespielt haben, bevor er Ende Oktober 1906 zu Chesterfield Town in die Football League Second Division kam. Als „trickreicher“ und „schneller“ Spieler vorgestellt, der auch Preise in Laufwettbewerben gewann, (unter anderem soll er in Hereford und Crewe die Sprinter Arthur Postle und Bill Growcott besiegt haben), bestritt er zwischen November 1906 und März 1907 20 Liga- und 3 FA-Cup-Spiele für Chesterfield. Seine Laufbahn fand anschließend wieder in der Birmingham & District League ihre Fortsetzung; zunächst bei den Kidderminster Harriers und dann bei den Stafford Rangers. Allen erkrankte 1910 schwer und starb 27-jährig am 31. Dezember 1910 in seinem Geburtsort. Die Spieler der Stafford Rangers trugen im folgenden Spiel Trauerflor.